# Rojhan Beken
Rojhan Beken (* 1974 in Mardin) ist ein türkischer Sänger kurdischer Abstammung.
Er studierte an der Trakya Üniversitesi in Edirne und gründete während der Zeit dort eine Musikgruppe. Jahrelang arbeitet er mit dem türkischen Sänger Haluk Levent. Rojhans erstes kurdisches Album wurde unter dem Titel Lawo (dt.: Junge) veröffentlicht. Sein zweites Album hieß Evîna Azadî (dt.: Die Liebe der Freiheit). Durch seinen Musikstil – dem kurdischen Rock – hebt sich Rojhan von den üblichen kurdischen Sängern ab. Zurzeit lebt Rojhan in Istanbul.

## Alben
1. Lawo, 2004
2. Evîna Azadî, 2006

| Personendaten    | Personendaten              |
| ---------------- | -------------------------- |
| NAME             | Beken, Rojhan              |
| KURZBESCHREIBUNG | türkisch-kurdischer Sänger |
| GEBURTSDATUM     | 1974                       |
| GEBURTSORT       | Mardin                     |